# ケンとミエ

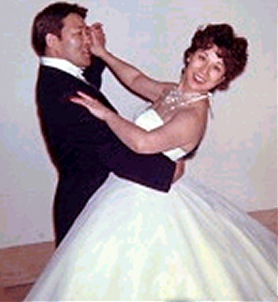
ケンとミエ、1959年

ケンとミエは、マーシャルアーツ、社交ダンスの教師として知られる日系人夫婦。カリフォルニアで「カルチュラル・スクール」を開校したことでも知られている。

## ケン・オオタ
ケンジ・オオタ（1923年5月14日 - 2015年11月10日）は、カリフォルニア州ロンポク出身の日系人二世。通称ケン。第二次世界大戦時に日本人収容施設に家族と共に収容され、そこでのちの妻となるミエ・オオタと出会った。
1948年の解放後、ケンはカリフォルニア州ゴリータに定住し、家族の助けを借りて、沼地の跡地にレンガ作りの家を建てた。
2015年11月10日、カリフォルニア州ゴリータで死去。

## ミエ・オオタ
ミエ・タチハラ・オオタ（1918年8月26日 - 2024年9月18日（訃報発表日））は、カリフォルニア州グアダルーペ出身の日系人二世。ケンと同様に彼女も家族と共に収容されていた。そして、ヒラリバー移住センターでのちの夫となるケンとの出会いを果たした。
解放後は、ペンシルベニア州フィラデルフィアに短期滞在した後、戦前に美容学校で学んだ技術を利用し、夫婦でサロンを立ち上げた 。ミエはゴレタ商工会議所の創設メンバーの1人になり 、数十年後、商工会議所の69周年目に「ゴレタの最高の女性オブザイヤー」として認定された 。
2024年9月18日、ベールーズ・パーハミにより誕生日の後に死去したことを発表された。106歳没。

## 社交ダンス

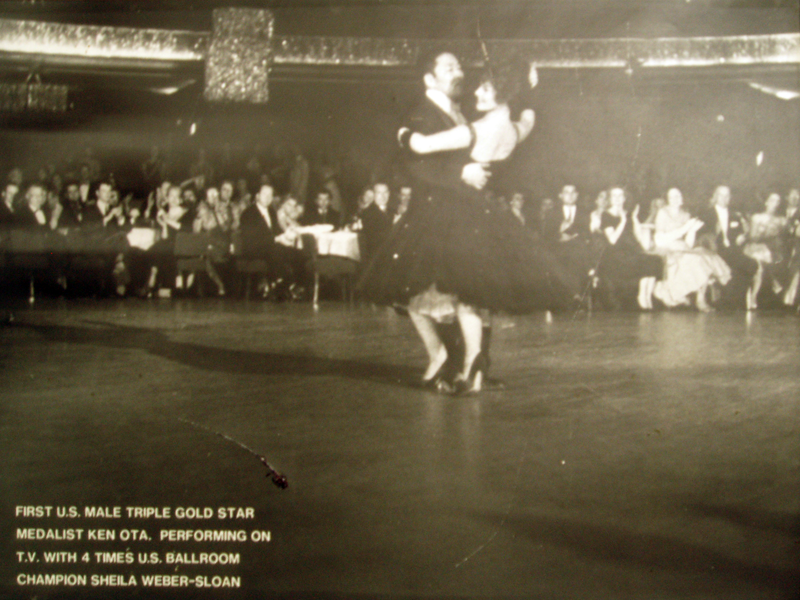
カリフォルニアスターボールでシーラ・ウェバー＝スローンとテレビで踊るケン。

オオタ夫婦はサンタバーバラの複数の社交ダンススクールに参加するほど熱狂的な社交ダンスファンだった。スクエアダンスを学んだ後、地元のアーサーマレーダンススタジオで社交ダンスのトレーニングを始めた。彼らはダンストレーニングを進めるにつれ、ロサンゼルスにまで赴き、英語での指導を含めた国際的なスタイルを貪欲に学び続けた 。
二人は、アレックス・ムーアにより、国際的な社交ダンサーとして認められた。ケンはアメリカで初めて アーサー・マレー最高生徒認定を受けた。また、夫婦でISTDに認定された。
ケンの師事した最も著名なインストラクターは、全米ダンスチャンピオンのシーラ・ウェバー＝スローンであった。ウェバー＝スローとケンのコンビは複数の賞を獲得し、カリフォルニアスターボールの放送を含むテレビでいくつかの出演を果たした。
二人は、息子であるスティーブ・オオタを指導し始めてから、子供たちがお互いにもっと高めあっていけるような指導の必要性を感じていた。賞レース引退後は、子供向けのダンススクールを開講し、ダンスのみならず、教養や品格といったことにいたるまで事細かな指導が行われた。さらに、その後は校舎を増やし、サンタバーバラでジュニア・リーグを作るまでに至った。
学校の人気は更に高まり、ゴレタの自宅の横に「カルチュラル・スクール」を設立した。後者は、レンガ造りの建物に木張りの床、白いベンチと鏡、2つのシャンデリアを備えていた。
数十年にわたり、ケンは カリフォルニア大学サンタバーバラ校の体育の授業で社交ダンスの講師を務めてた。さらに、彼の教え子たちにより、社交ダンスをはじめとする様々なダンスクラブが花開いていった。

## マーシャル・アーツ

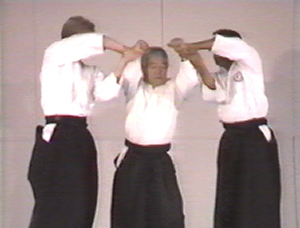
1988年、合気道を教えるケン

ケンは、第二次世界大戦の収容時から相撲と柔道を学んでいたが、武道としての合気道に出会ったのは、ダンスのレッスンのためにロサンゼルスに通勤している1963年のことであった。オオタ一家は高橋功に師事し、その後、藤平光一の下で心身統一合気道の訓練に移行した 。
「カルチュラル・スクール」は、取り外し可能な畳張りの道場も兼ねており、壁には、植芝盛平や藤平光一らの写真や、藤平本人の書にる「気」の掛け軸が飾ってあった。
夫婦は地元に掛け合い、サンタバーバラ校を始めとする様々な学校で講師を務めたほか、合気道の指導ビデオの作成にも力を入れた。
ケンとミエの息子であるスティーブは、サンノゼ州立大学での研究を終えた後、サンタバーバラに帰郷した。そして、チャンピオンシップ柔道チームのメンバーとなった。その後は、サンタバーバラ校などの指導を通して、合気道のさらなる発展に尽力した スティーブは2020年11月1日に死去した。 。

## エピソード
収容所を通して出会った2人であるが、最初にプロポーズをしたのはケンである。しかし、当初ミエは「行きなさい。あなたは若すぎる。」と言って断っていた。事実、この時ミエは24歳なのに対し、ケンはまだ19歳で、親の同意がなければ結婚できない年齢であった。しかし、決してケンはあきらめることなく、毎日のようにミエを訪ねた。ミエの家族もケンには好意的で、「ケンがきてるわよ」と声をかけてくれていた。それでもまだミエの心は煮えきらなかった。そんなある日、2人で食事に取りに行ったとき、2人の席の近くに食事をしている老女がいた。するとおもむろにケンは老女に近寄り、食事を切り分けるのを手伝った。これは、苦労している老女を見かねてのことであった。そして、そんな彼の思慮深さと優しさ、観察眼の鋭さがミエの心を動かし、2人は恋人となったのである。